# Augustine Aubertin
Pour les articles homonymes, voir Aubertin (homonymie).
Augustine Aubertin, née le 19 février 1876 à Strasbourg, est une figure importante du mouvement syndicaliste catholique alsacien de la première moitié du XXe siècle. Elle a notamment été présidente de la Fédération des syndicats chrétiens d’Alsace de 1934 à sa mort le 17 avril 1945.

## Biographie
Augustine Marie Joséphine Aubertin naît le 19 février 1876 à Strasbourg, qui fait alors partie de l’Empire allemand. Une fois en âge de travailler, elle devient employée de magasin à Strasbourg. En 1903, elle rejoint le Cercle des Demoiselles de Magasins, une organisation catholique à vocation sociale dirigée par Berthe Berret et inspirée de l’encyclique Rerum novarum.
En 1911, le Cercle devient le syndicat d’employés de Sainte-Odile, au sein duquel Augustine Aubertin est responsable de la caisse d’assurance maladie, du service de placement et du service épargne. Entretemps elle est devenue employée à la Sotrapo, une entreprise de transport. Après la Première Guerre mondiale, le syndicat s’affilie à la Confédération française des travailleurs chrétiens et Augustine Aubertin y poursuit son activité dans le domaine financier, étant gestionnaire de la Caisse de Mutualité Sainte-Odile. Elle est à partir de 1921 vice-présidente de la Caisse libre pour l’assurance maladie obligatoire, dite La Prévoyance et quitte son emploi à la Sotrapo pour assurer ses nouvelles fonctions à temps plein.
Elle joue au cours des années 1930 un rôle important dans le syndicalisme féminin, en encourageant la création de section féminines et en militant au sein des Écoles normales ouvrières. Elle devient en 1934 président de la nouvelle Fédération des syndicats chrétiens d’Alsace et fonde un journal commun aux syndicats féminins : Unir. Elle œuvre à ce poste à ouvrir des foyers pour travailleuses, comme le Foyer Marguerite Sinclair à Wegscheid ou le Foyer de la Travailleuse à Strasbourg. En récompense de son œuvre, elle reçoit en 1938 le prix Maria Bardot de la CFTC et la Médaille de la reconnaissance diocésaine de l’évêque de Strasbourg..
La Seconde Guerre mondiale n’interrompt pas ses activités  :réfugiée à Périgueux, elle poursuit la parution d’Unir et ouvre de nouveaux foyers à Bergerac, Mussidan et Périgueux même, en collaboration avec l’Office catholique des évacués d’Alsace. À la fin de la guerre, elle rentre à Strasbourg où elle tente de relancer le syndicalisme féminin, dont elle réunit les membres le 16 avril 1945. Elle meurt toutefois le lendemain, sans avoir eu le temps de publier l’appel à la reconstruction du mouvement qu’elle prévoyait de lancer, et qui paraîtra à titre posthume dans Syndicaliste, le journal des syndicats chrétiens d’Alsace et de Lorraine.